# Pandanus neomecklenburgensis
Pandanus neomecklenburgensis är en enhjärtbladig växtart som beskrevs av Harold St.John. Pandanus neomecklenburgensis ingår i släktet Pandanus och familjen Pandanaceae. Inga underarter finns listade.